# Siona
 I Siona (o anche Pioje) sono un gruppo etnico della Colombia e dell'Ecuador, con una popolazione stimata di circa 550 persone (300 in Colombia e 250 in Ecuador). Questo gruppo etnico è principalmente di fede cristiana e parla la lingua Siona (codice ISO 639: SIN).
Vivono lungo il fiume Putumayo. I Siona in Ecuador si considerano a tutti gli effetti colombiani. Distinti dai Siona-Secoya.